# Cymothoe diffusa
Cymothoe diffusa är en fjärilsart som beskrevs av Schultze 1915. Cymothoe diffusa ingår i släktet Cymothoe och familjen praktfjärilar. Inga underarter finns listade i Catalogue of Life.